# MIZUE
MIZUE（みずえ）は日本の作詞家。La Gauno所属。
福岡県北九州市出身。1995年に作詞家デビュー。1997年に第37回日本脚本家連盟 日本作詩家協会主催の作詞コンクールにて新人賞を受賞した。
ジャンル/性別/年齢を問わず様々なアーティストに作品提供中。また、単独での作詞活動だけでなく、コラボレート（共作、補作など）にも積極的に参加。

## 提供した主な楽曲
- 虹の彼方（日髙のり子）
- 無敵のLOVE（子安武人&今井由香）
- 美徳のSORRY（子安武人&今井由香）
- せつない恋に気づいて（KinKi Kids) 共作
- Long Haired Lady（平栗仁）
- 翼を失くした鳥のように（平栗仁）共作
- Love is here for you（V.A.）
- Spiral（V.A.）
- きみゆき（ももいろクローバー）
- Be shiny（ゴスペラーズ）
- 君の待つ世界（LAGOON）
- Darling（V6）
- ちぎれた翼（20th Century）
- 逆光（Task have Fun）
- 星フルWISH（Task have Fun）
- ima cococala（Task have Fun）
- ひと夏ボーダー（Task have Fun）
- ボクニデキルコト（德永英明）
- Happiness（德永英明）
- ツキノイノリ （島谷ひとみ）  シングル元気を出してのカップリング曲